# Ефимов, Андрей Илларионович
Андрей Илларионович Ефимов (14 августа 1905, дер. Свечиновка, Тамбовская губерния — 14 апреля 1984, Москва) — советский военнослужащий, в годы Великой Отечественной войны гвардии полковник, командир 29-й гвардейской мотострелковой бригады 10-го гвардейского танкового корпуса 4-й танковой армии 1-го Украинского фронта. Герой Советского Союза (1945). Генерал-майор танковых войск (1955).

## Довоенная биография

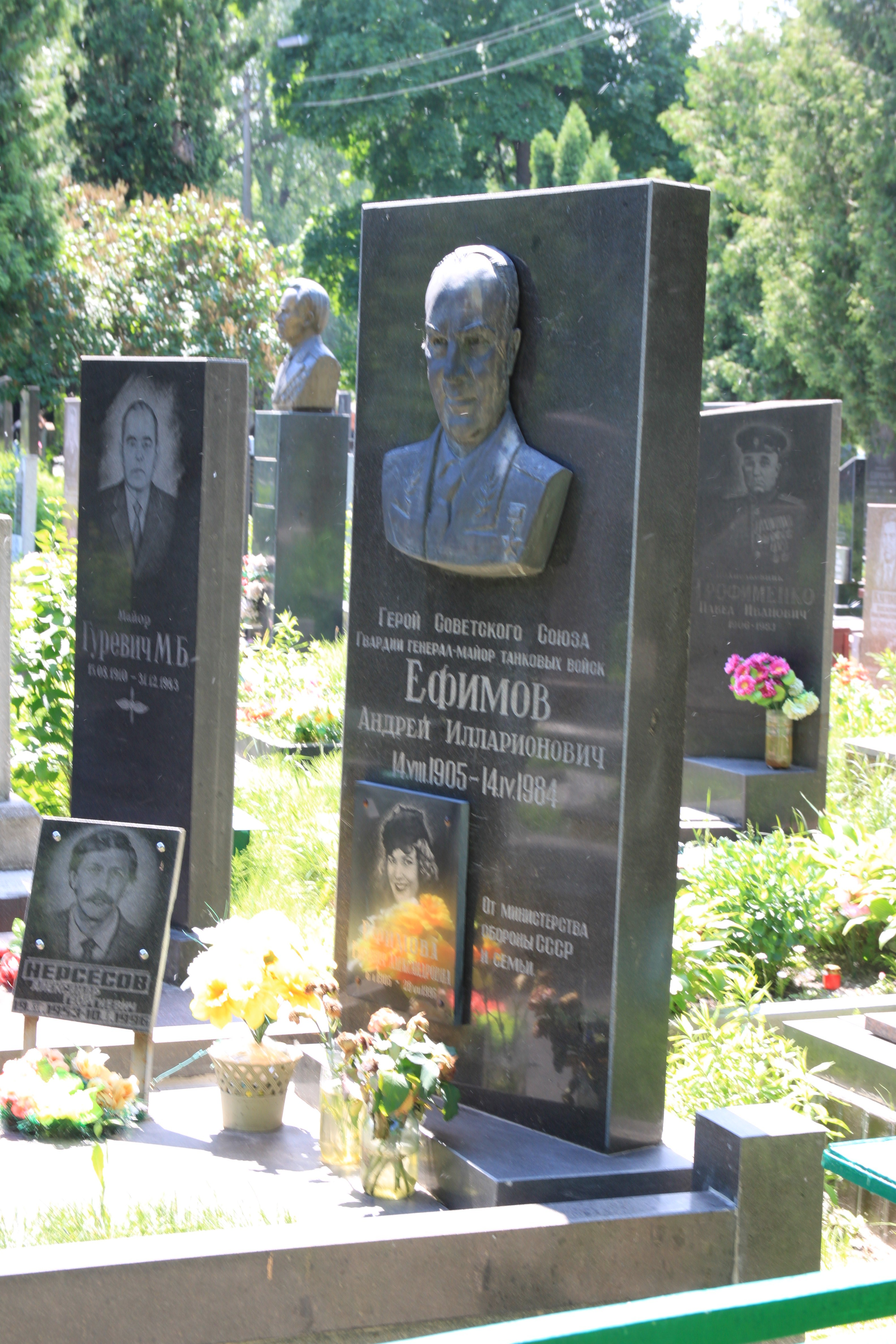
Могила Ефимова на Лукьяновском военном кладбище Киева.

Родился 14 августа 1905 года в деревне Свечиновка Тамбовской губернии в крестьянской семье. Русский. 
Окончил два курса Московского института народного хозяйства имени Г. В. Плеханова. Работал заместителем начальника учебно-лётного отряда Осоавиахима в городе Ровеньки Луганской области Украинской ССР.
В Красную Армию был призван в сентябре 1922 года. Служил на срочной службе стрелком 96-го стрелкового полка 32-й Саратовской стрелковой дивизии (Приволжский военный округ). В августе 1923 года был направлен на учёбу, окончил 9-е Сумские пехотные командные курсы имени Н. А. Щорса в 1924 году. С апреля 1924 года командовал отделением в 90-м стрелковом полку 30-й стрелковой дивизии (Украинский военный округ), но уже в сентябре 1925 года опять направлен учиться. В августе 1928 года окончил 5-ю Киевскую пехотную школу. С  августа 1928 года — командир взвода 225-го стрелкового полка 75-й стрелковой дивизии (Харьковский военный округ), с ноября 1931 — уполномоченный особого отдела при штабе 8-го стрелкового корпуса, затем на такой же должности во 2-м кавалерийском корпусе (Украинский военный округ).
С апреля 1934 года – в запасе, работал в народном хозяйстве и в советских органах на Украине. Член ВКП(б) с 1939 года.
В январе 1940 года вторично призван в РККА и назначен начальником отдела по учету командно-начальствующего состава 192-й горнострелковой дивизии (Харьковский ВО), но через месяц назначен начальником полковой школы 753-го горнострелкового полка этой дивизии. С апреля 1941 года — начальник штаба 617-го стрелкового полка 199-й стрелковой дивизии 26-й армии Киевского особого военного округа. 

## Великая Отечественная война
В боях Великой Отечественной войны с июня 1941 года. В той же должности сражался на Юго-Западном фронте в оборонительных сражениях на Западной Украине и в Киевской оборонительной операции. В августе 1941 года стал командиром 492-го стрелкового полка 199-й стрелковой дивизии, а в сентябре — командиром 883-го стрелкового полка 295-й стрелковой дивизии 21-й армии на Брянском и Юго-Западном фронтах. Сражался в Гомельской и Киевской оборонительных операциях. Был тяжело контужен в сентябре 1941 года.
После излечения в госпитале был направлен в Генеральный штаб и в декабре 1941 года назначен офицером Генштаба при штабе стрелковой дивизии на Волховском фронте, а в марте 1942 — старшим офицером Генерального штаба при штабе 1-й ударной армии Северо-Западного фронта. С июля 1942 — старший офицер Генерального штаба при штабе Южного и с августа по конец декабря 1942 — Сталинградского фронтов. Участник Сталинградской битвы.
С февраля 1943 года — начальник штаба 30-й мотострелковой бригады 30-го Уральского добровольческого танкового корпуса 4-й танковой армии. Бригада находилась на формировании и только в июле 1943 года прибыла на Брянский фронт. С октября 1943 года исполнял должность начальника оперативного отдела штаба 10-го гвардейского Уральского добровольческого танкового корпуса. Участвовал в Орловской, Брянской, Проскуровско-Черновицкой наступательных операциях. 
После гибели в бою командира бригады полковника М. И. Смирнова, в конце апреля 1944 года и до Победы А. И. Ефимов — командир 29-й гвардейской мотострелковой бригады 10-го гвардейского танкового корпуса на 1-м Украинском фронте. Во главе бригады сражался в Львовско-Сандомирской, Висло-Одерской, Нижне-Силезской, Верхне-Силезской, Берлинской и Пражской наступательных операциях. За отличия в этих битвах бригада под его командованием была награждена орденами Красного Знамени, Суворова II степени, Кутузова II степени, Богдана Хмельницкого I степени, Александра Невского. Девять танкистов бригады удостоены звания Героя Советского Союза.
В ночь на 26 января 1945 года гвардии полковник Ефимов с бригадой форсировал реку Одер у польского города Сцинава и захватил плацдарм. Отражая контратаки врага, бригада удерживала занятый рубеж, до подхода главных сил корпуса.
Указом Президиума Верховного Совета СССР от 31 мая 1945 года за мужество и героизм, проявленные при форсировании Одера и удержании плацдарма гвардии полковнику Андрею Илларионович Ефимову присвоено звание Героя Советского Союза с вручением ордена Ленина и медали «Золотая Звезда» (№ 6867).

## Послевоенная служба
После войны полтора года командовал той же бригадой (она была сокращена до полка). С января 1947 года служил в Приморском военном округе, будучи начальником штаба 10-й механизированной дивизии 25-й армии, а с октября 1947 — заместителем командира 72-го стрелкового корпуса по бронетанковым и механизированным войскам. 
В 1948 году окончил Академические курсы усовершенствования офицерского состава при Высшей военной академии имени К. Е. Ворошилова. С октября 1948 продолжил службу в Дальневосточном военном округе: командир 32-го тяжелого танко-самоходного полка, с ноября 1950 - заместитель командир 87-го стрелкового корпуса по бронетанковым и механизированным войскам. В октябре 1952 года вновь убыл на учёбу.
В 1954 году окончил Высшую военную академию имени К. Е. Ворошилова. С ноября 1954 — командир 1-й танковой дивизии 11-й гвардейской армии (Прибалтийский военный округ). С января 1957 — командир 19-й гвардейской танковой дивизии. С августа 1958 — заместитель командующего по боевой подготовке —  начальник отдела боевой подготовки 6-й армии (Северный военный округ). Генерал-майор танковых войск А. И. Ефимов уволен в запас в сентябре 1960 года. 
Жил в Москве. Умер 14 апреля 1984 года. Похоронен в Киеве на Лукьяновском военном кладбище.

## Воинские звания
- лейтенант (1936)
- старший лейтенант запаса (3.07.1938)
- капитан (8.09.1940)
- майор (6.01.1942)
- подполковник (19.02.1942)
- полковник (21.02.1944)
- генерал-майор танковых войск (8.08.1955)

## Награды
- Герой Советского Союза (31.05.1945)
- три ордена Ленина (6.04.1945, 31.05.1945)
- три ордена Красного Знамени (15.04.1944)
- Орден Кутузова 2-й степени (11.08.1944)
- Орден Отечественной войны 1-й степени
- два ордена Красной Звезды (7.10.1943)
- медаль «За отвагу» (17.06.1942)
- медаль «За оборону Москвы»
- медаль «За оборону Сталинграда»
- медаль «За оборону Кавказа»
- другие медали СССР
- Военный крест 1939 года (Чехословакия)